# کال ام ماین
کال ام ماین (به آلمانی: Kahl am Main) یک شهر در آلمان است که در آشافنبورگ واقع شده‌است. کال ام ماین ۷٬۱۰۳ نفر جمعیت دارد.

## خواهرخوانده
شهرهای Villefontaine و بوداکالاس خواهرخوانده‌های کال ام ماین هستند.